# Cyrtopogon nitidus
Cyrtopogon nitidus là một loài ruồi trong họ Asilidae. Cyrtopogon nitidus được Cole miêu tả năm 1924. Loài này phân bố ở vùng Tân Bắc giới.